# 本当の自分
「本当の自分」（ほんとうのじぶん）は、OUTER-TRIBEのデビュー・シングル。2010年11月17日にHIXNADEから発売された。

## 概要
OUTER-TRIBEにとって初の作品である。
表題曲「本当の自分」は、当バンドの前身バンド、Five Stones時代に発表されたシングル「Start of Stones」に収録されている「本当の自分」のアレンジ版であるが、サビの部分以外は全て別物になっており、またサビの歌詞も一部変更されている。
MVは、主にライブ映像が使われ、YouTubeにて2ヶ月前から一部のみ公開されていた。初回盤には、バンドのロゴステッカーが封入。ジャケットは生田、泉、小森の3人の写真が使われている。
着うたフルが、発売の1週間前に配信が開始しており、発売当日に着うたが配信された。

## 収録曲
作詞・作曲:OUTER-TRIBE　編曲:大西省吾
1. 本当の自分 [3:32]
2. 明日、きっと!! [3:46]
ストリングスアレンジ:高橋哲也